# Caconemobius varius
Caconemobius varius är en insektsart som beskrevs av Gurney och D.C.F. Rentz 1978. Caconemobius varius ingår i släktet Caconemobius och familjen syrsor. IUCN kategoriserar arten globalt som sårbar. Inga underarter finns listade i Catalogue of Life.